# Barbitistes obtusus
Barbitistes obtusus är en insektsart som beskrevs av Targioni-tozzetti 1881. Barbitistes obtusus ingår i släktet Barbitistes och familjen vårtbitare. Inga underarter finns listade i Catalogue of Life.

## Bildgalleri

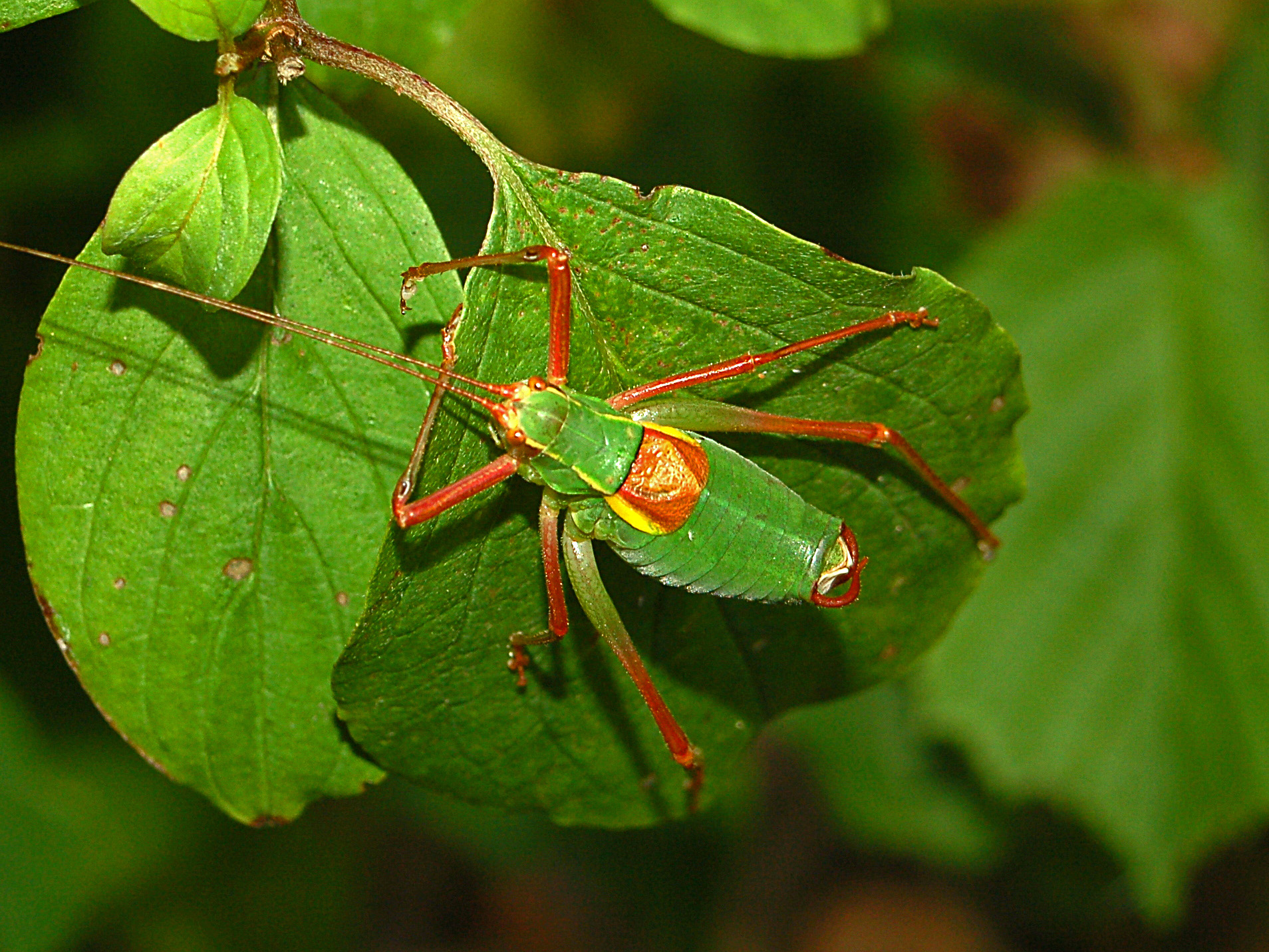
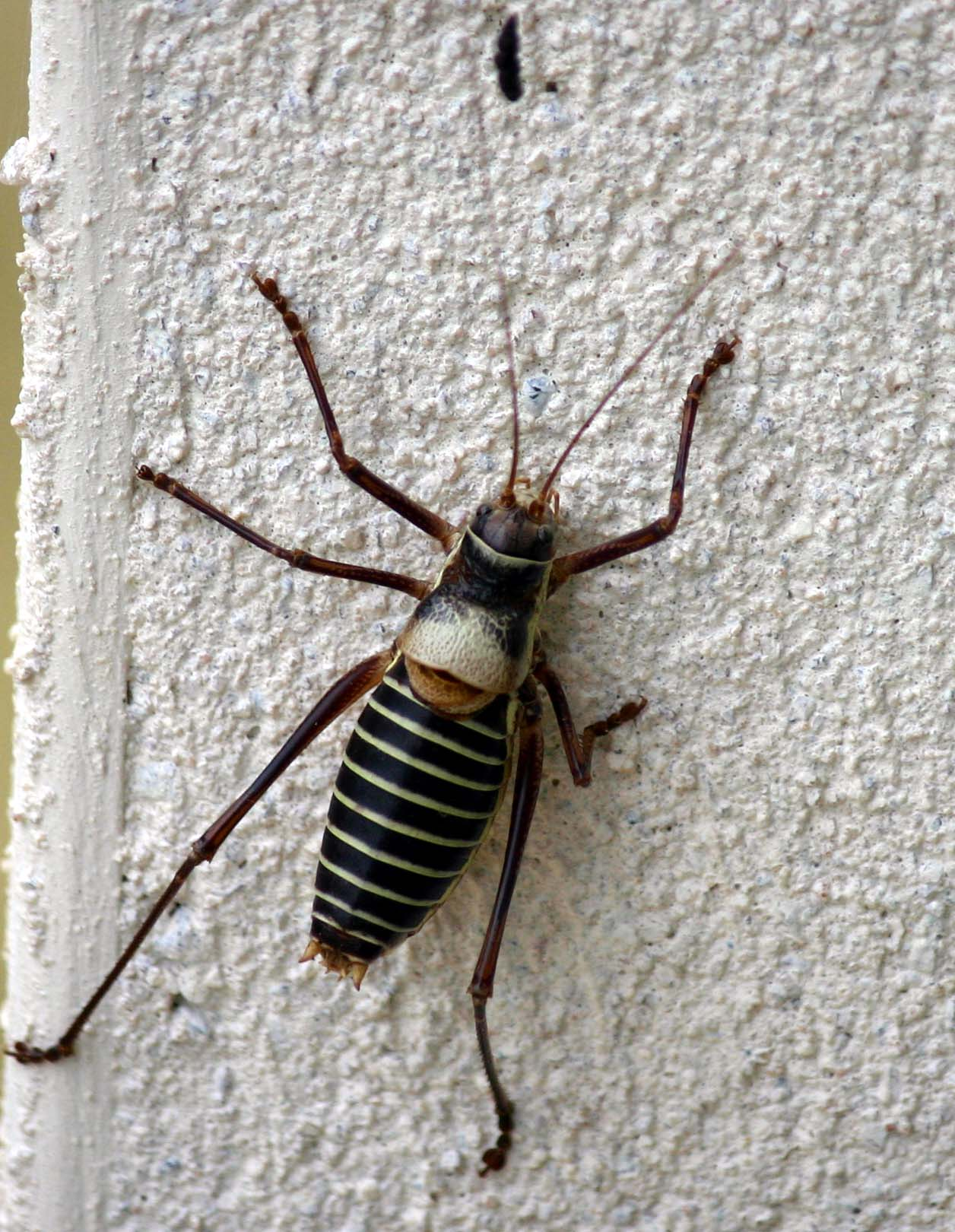
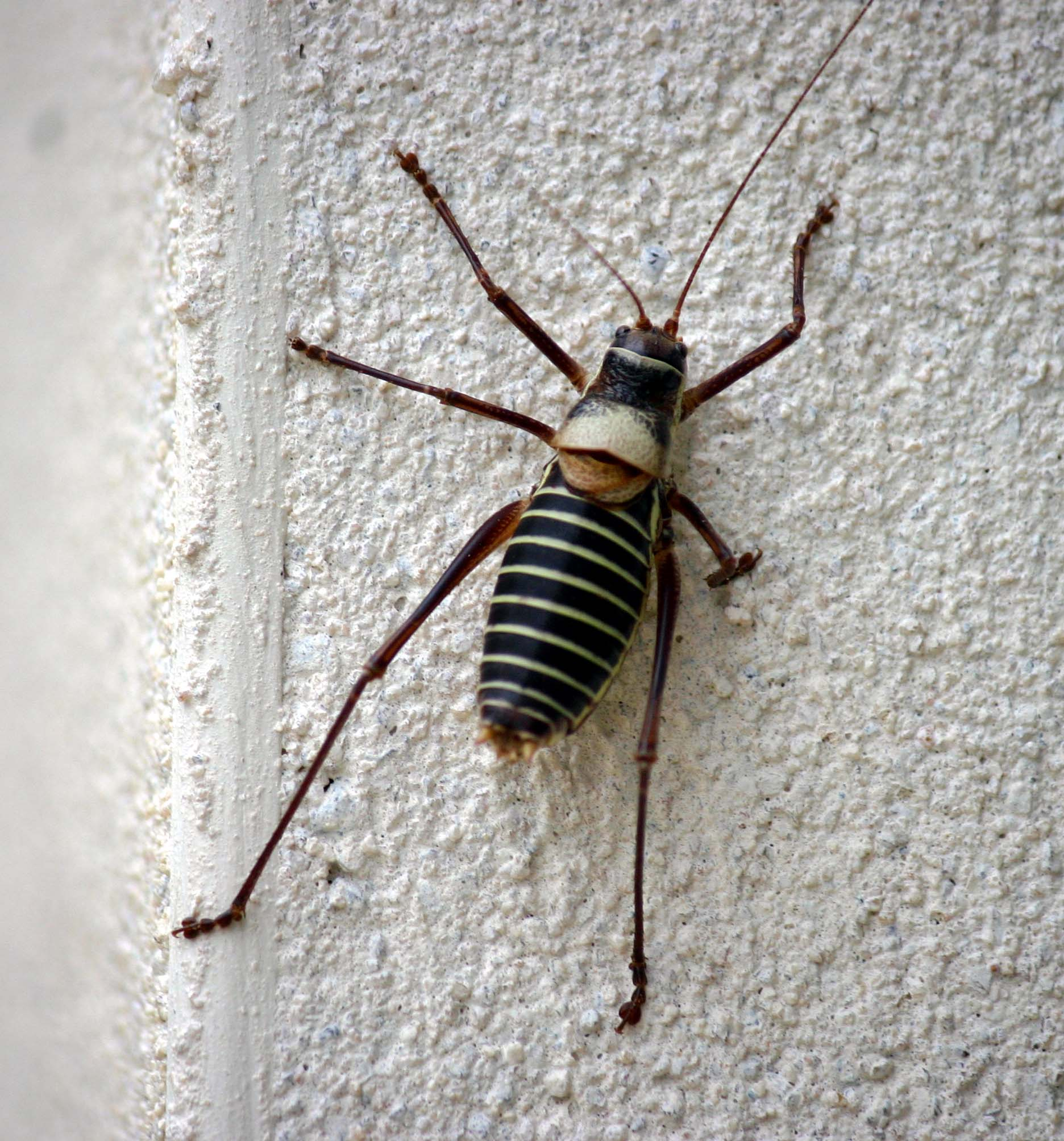